# Nguyễn Như Thịnh
Nguyễn Như Thịnh – wietnamski zapaśnik w stylu klasycznym.
Srebrny medalista igrzysk Azji Południowo-Wschodniej i brązowy mistrzostw Azji Południowo-Wschodniej z 1997 roku. Siódmy na igrzyskach azjatyckich w 1998. Trzeci w Pucharze Azji i Oceanii w 1998 roku.